# ISO 3166-2:KY
Die zur Kennzeichnung geografischer Einheiten dienende Liste der ISO 3166-2-Codes für die Cayman Islands enthält ausschließlich den Code für die Cayman Islands. Es existieren keine weiteren Unterteilungen.

Dieser Code besteht nur aus einem Teil. Dieser gibt den Code gemäß ISO 3166-1 (für die Cayman Islands KY) wieder.
Die aktuellen Codes stehen auf der Seite der ISO unter #iso:code:3166:KY zur Verfügung.